# Collegio elettorale di Barletta (Camera dei deputati)
Il collegio di Barletta fu un collegio elettorale uninominale della Repubblica Italiana per l'elezione della Camera dei deputati. Apparteneva alla circoscrizione Puglia e fu utilizzato per eleggere un deputato nella XII, XIII e XIV legislatura.
Venne istituito nel 1993 con la cosiddetta Legge Mattarella (Legge n. 277, Nuove norme per l'elezione della Camera dei deputati), attuata in seguito al referendum abrogativo del 1993. La legge istituì per la Camera dei deputati e per il Senato della Repubblica un sistema di elezione misto, in parte maggioritario e in parte proporzionale. Il 75% dei parlamentari dell'assemblea veniva eletto in collegi uninominali tramite sistema maggioritario a turno unico; il restante 25% alla Camera veniva eletto tramite sistema proporzionale con liste bloccate.
Il collegio venne abolito insieme a tutti gli altri che costituivano la Camera con la promulgazione della legge elettorale successiva, la cosiddetta Legge Calderoli. Questa prevedeva un sistema proporzionale con premio di maggioranza, che alla Camera veniva attribuito a livello nazionale.

## Territorio
Il collegio di Barletta era uno dei 34 collegi uninominali in cui era suddivisa la Puglia e, come previsto dal D.Lgs. del 20 dicembre 1993 n. 536, era interamente compreso nella provincia di Bari e comprendeva i seguenti comuni: Barletta e Canosa di Puglia.

## Eletti
| Elezione | Elezione                 | Deputato     | Partito                    |
| -------- | ------------------------ | ------------ | -------------------------- |
|          | 1994                     | Andrea Gissi | Polo del Buon Governo (AN) |
| 1996     | Polo per le Libertà (AN) | Andrea Gissi |                            |
|          | 2001                     | Nicola Rossi | L'Ulivo (DS)               |

## Dati elettorali

### XII legislatura

#### Risultati proporzionale
| Coalizioni        | Coalizioni                | Liste                                 | Liste                              | Voti   | %     |
| ----------------- | ------------------------- | ------------------------------------- | ---------------------------------- | ------ | ----- |
|                   | Polo del Buon Governo     |                                       | Alleanza Nazionale                 | 18.603 | 28,64 |
|                   | Progressisti              |                                       | Partito Democratico della Sinistra | 10.204 | 15,71 |
|                   | Progressisti              | Rifondazione Comunista                | 5.143                              | 7,92   |       |
|                   | Progressisti              | Federazione dei Verdi                 | 2.056                              | 3,16   |       |
|                   | Progressisti              | Partito Socialista Italiano           | 1.810                              | 2,79   |       |
|                   | Progressisti              | Alleanza Democratica                  | 1.117                              | 1,72   |       |
|                   | Progressisti              | Movimento per la Democrazia - La Rete | 776                                | 1,19   |       |
| Totale coalizione | Totale coalizione         | 21.106                                | 32,49                              |        |       |
|                   | Patto per l'Italia        |                                       | Partito Popolare Italiano          | 8.033  | 12,37 |
|                   | Patto per l'Italia        | Patto Segni                           | 7.278                              | 11,20  |       |
| Totale coalizione | Totale coalizione         | 15.311                                | 23,57                              |        |       |
|                   | Lista Pannella            | Lista Pannella                        | Lista Pannella                     | 3.827  | 5,89  |
|                   | Programma Italia          | Programma Italia                      | Programma Italia                   | 3.180  | 5,89  |
|                   | Socialdemocrazia          | Socialdemocrazia                      | Socialdemocrazia                   | 1.264  | 1,95  |
|                   | Unione Popolare           | Unione Popolare                       | Unione Popolare                    | 518    | 0,80  |
|                   | Lega d'Azione Meridionale | Lega d'Azione Meridionale             | Lega d'Azione Meridionale          | 346    | 0,53  |
|                   | Alleanza Popolare         | Alleanza Popolare                     | Alleanza Popolare                  | 251    | 0,39  |
|                   | Solidarietà e Progresso   | Solidarietà e Progresso               | Solidarietà e Progresso            | 178    | 0,27  |
|                   | Democrazia e Solidarietà  | Democrazia e Solidarietà              | Democrazia e Solidarietà           | 120    | 0,18  |
|                   | Alleanza di Programma     | Alleanza di Programma                 | Alleanza di Programma              | 112    | 0,17  |
|                   | Utopia                    | Utopia                                | Utopia                             | 91     | 0,14  |
|                   | Rinascita Salentina       | Rinascita Salentina                   | Rinascita Salentina                | 58     | 0,09  |
| Totale            | Totale                    | Totale                                | Totale                             | 64.965 |       |

#### Risultati uninominale
|                               | Andrea Gissi ✔️ Eletto | Polo del Buon Governo (FI - AN - CCD - UDC - PLD) | 28 444 | 42,07 |  |  |  |  |  |
|                               | Giuseppe Dipaola       | Patto per l'Italia                                | 18 760 | 27,75 |  |  |  |  |  |
|                               | Giannino Calò          | Progressisti                                      | 15 448 | 22,85 |  |  |  |  |  |
|                               | Domenico Borraccino    | Lista Marco Pannella - Riformatori                | 3 217  | 4,76  |  |  |  |  |  |
|                               | Pietro Antonio Cianci  | Unione Popolare                                   | 1 736  | 2,57  |  |  |  |  |  |
| Totale                        | Totale                 | Totale                                            | 67 605 | 100   |  |  |  |  |  |
|                               |                        |                                                   |        |       |  |  |  |  |  |
| Fonte: Ministero dell'interno |                        |                                                   |        |       |  |  |  |  |  |

### XIII legislatura

#### Risultati proporzionale
| Coalizioni        | Coalizioni                         | Liste                                     | Liste                              | Voti   | %     |
| ----------------- | ---------------------------------- | ----------------------------------------- | ---------------------------------- | ------ | ----- |
|                   | Polo per le Libertà                |                                           | Forza Italia                       | 17.292 | 27,25 |
|                   | Polo per le Libertà                | Alleanza Nazionale                        | 9.919                              | 15,63  |       |
|                   | Polo per le Libertà                | CCD-CDU                                   | 3.554                              | 5,60   |       |
| Totale coalizione | Totale coalizione                  | 30.765                                    | 48,48                              |        |       |
|                   | L'Ulivo                            |                                           | Partito Democratico della Sinistra | 11.997 | 18,90 |
|                   | L'Ulivo                            | Rinnovamento Italiano                     | 2.474                              | 3,90   |       |
|                   | L'Ulivo                            | Popolari per Prodi (PPI-SVP-PRI-UD-Prodi) | 2.451                              | 3,86   |       |
|                   | L'Ulivo                            | Federazione dei Verdi                     | 1.091                              | 1,72   |       |
| Totale coalizione | Totale coalizione                  | 18.013                                    | 28,38                              |        |       |
|                   | Mani Pulite                        | Mani Pulite                               | Mani Pulite                        | 6.135  | 9,67  |
|                   | Progressisti                       |                                           | Rifondazione Comunista             | 5.146  | 8,11  |
|                   | Movimento Sociale Fiamma Tricolore | Movimento Sociale Fiamma Tricolore        | Movimento Sociale Fiamma Tricolore | 1.146  | 1,81  |
|                   | Lista Pannella - Sgarbi            | Lista Pannella - Sgarbi                   | Lista Pannella - Sgarbi            | 922    | 1,45  |
|                   | Gruppo Indipendente Libertà        | Gruppo Indipendente Libertà               | Gruppo Indipendente Libertà        | 440    | 0,69  |
|                   | Partito Socialista                 | Partito Socialista                        | Partito Socialista                 | 373    | 0,59  |
|                   | Ambientalisti                      | Ambientalisti                             | Ambientalisti                      | 355    | 0,56  |
|                   | Lega d'Azione Meridionale          | Lega d'Azione Meridionale                 | Lega d'Azione Meridionale          | 172    | 0,27  |
| Totale            | Totale                             | Totale                                    | Totale                             | 63.467 |       |

#### Risultati uninominale
|                               | Andrea Gissi ✔️ Eletto | Polo per le Libertà | 26 038 | 40,50 |  |  |  |  |  |
|                               | Giandonato Napoletano  | L'Ulivo             | 25 831 | 40,18 |  |  |  |  |  |
|                               | Andrea Silvestri       | Mani Pulite         | 10 066 | 15,66 |  |  |  |  |  |
|                               | Sabino Di Chio         | Fiamma Tricolore    | 2 352  | 3,66  |  |  |  |  |  |
| Totale                        | Totale                 | Totale              | 64 287 | 100   |  |  |  |  |  |
|                               |                        |                     |        |       |  |  |  |  |  |
| Fonte: Ministero dell'interno |                        |                     |        |       |  |  |  |  |  |

### XIV legislatura

#### Risultati proporzionale
| Coalizioni        | Coalizioni                | Liste                     | Liste                                 | Voti   | %     |
| ----------------- | ------------------------- | ------------------------- | ------------------------------------- | ------ | ----- |
|                   | Casa delle Libertà        |                           | Forza Italia                          | 20.147 | 29,41 |
|                   | Casa delle Libertà        | Alleanza Nazionale        | 9.425                                 | 13,76  |       |
|                   | Casa delle Libertà        | CCD-CDU                   | 2.460                                 | 3,59   |       |
|                   | Casa delle Libertà        | Nuovo PSI                 | 1.006                                 | 1,47   |       |
| Totale coalizione | Totale coalizione         | 33.038                    | 48,23                                 |        |       |
|                   | L'Ulivo                   |                           | La Margherita (Dem - PPI - RI- UDEUR) | 13.385 | 19,54 |
|                   | L'Ulivo                   | Democratici di Sinistra   | 6.508                                 | 9,50   |       |
|                   | L'Ulivo                   | Il Girasole (FdV - SDI)   | 1.630                                 | 2,38   |       |
|                   | L'Ulivo                   | Comunisti Italiani        | 1.161                                 | 1,69   |       |
| Totale coalizione | Totale coalizione         | 22.684                    | 33,11                                 |        |       |
|                   | Lista Di Pietro           | Lista Di Pietro           | Lista Di Pietro                       | 4.381  | 6,40  |
|                   | Rifondazione Comunista    | Rifondazione Comunista    | Rifondazione Comunista                | 3.865  | 5,64  |
|                   | Democrazia Europea        | Democrazia Europea        | Democrazia Europea                    | 2.325  | 3,39  |
|                   | Fiamma Tricolore          | Fiamma Tricolore          | Fiamma Tricolore                      | 955    | 1,39  |
|                   | Lista Pannella - Bonino   | Lista Pannella - Bonino   | Lista Pannella - Bonino               | 942    | 1,38  |
|                   | Paese Nuovo               | Paese Nuovo               | Paese Nuovo                           | 144    | 0,21  |
|                   | Lega d'Azione Meridionale | Lega d'Azione Meridionale | Lega d'Azione Meridionale             | 127    | 0,19  |
|                   | Abolizione scorporo       | Abolizione scorporo       | Abolizione scorporo                   | 43     | 0,06  |
| Totale            | Totale                    | Totale                    | Totale                                | 68.504 |       |

#### Risultati uninominale
|                               | Nicola Rossi ✔️ Eletto        | L'Ulivo            | 30 332 | 43,34 |  |  |  |  |  |
|                               | Savino Sguera                 | Casa delle Libertà | 28 085 | 40,13 |  |  |  |  |  |
|                               | Raffaele Rosario Pio Grimaldi | Democrazia Europea | 7 390  | 10,56 |  |  |  |  |  |
|                               | Andrea Ivo Laforgia           | Lista Di Pietro    | 2 371  | 3,39  |  |  |  |  |  |
|                               | Francesco Maria Barracchia    | Fiamma Tricolore   | 1 804  | 2,58  |  |  |  |  |  |
| Totale                        | Totale                        | Totale             | 69 982 | 100   |  |  |  |  |  |
|                               |                               |                    |        |       |  |  |  |  |  |
| Fonte: Ministero dell'interno |                               |                    |        |       |  |  |  |  |  |